# Pasta alla carbonara
La pasta alla carbonara è un piatto tipico della tradizione italiana in particolare di Roma, assurta nel tempo come uno dei simboli culinari della città di Roma. Esistono diverse ipotesi sull'origine della ricetta e, come spesso accade in questo ambito, non si hanno certezze anche se le ultime ricerche storiche hanno portato alla tesi che essa, pur plausibilmente ispirata da ricette antecedenti, risalga al periodo immediatamente successivo al 1944, grazie alla combinazione delle razioni militari portate dagli eserciti alleati in seguito alla liberazione, che comprendevano uova e bacon, con la pasta italiana.

## Origine
Una prima menzione, senza alcuna descrizione degli ingredienti, compare in un articolo sulle più belle piazze di Roma edito il 1° maggio 1948 su un giornale triestino, dove l'inviato accenna velocemente di un piatto preso in compagnia a piazza di Santa Maria in Trastevere. Negli anni immediatamente successivi seguirono analoghe menzioni, in articoli di giornale e un paio di film, sempre accennate e fugaci, come se tale termine fosse già comune al lettore o allo spettatore.
La prima pubblicazione della ricetta avvenne nel 1952 negli Stati Uniti nella guida illustrata dei ristoranti di un distretto di Chicago, Vittles and vice: An extraordinary guide to what’s cooking on Chicago’s Near North Side, compilata da Patricia Brontè mentre, la prima ricetta pubblicata in Italia risale ad agosto 1954 sulla rivista La Cucina italiana. Va tuttavia osservato che la stessa rivista nacque nel solco intrapreso da Pellegrino Artusi dell'unificazione delle ricette regionali in un'unica cucina nazionale ("La Cucina Italiana", appunto), quindi senza l'intento di testimoniare fedelmente le tradizioni locali; mentre la ricetta oggi proposta dalla stessa rivista quale "tradizionale" è senz'altro in linea con quelle successive. Nel 1959, la viaggiatrice e pubblicista inglese Dorothy Dale pubblica a Londra il ricettario Italian Cooking nel quale compare la ricetta con il titolo Spaghetti with bacon, egg, and onion, il cui procedimento ed i cui ingredienti, ad eccezione della cipolla, sono indiscutibilmente riconducibili alla carbonara. Tuttavia va osservato che la cipolla viene inclusa nelle versioni più antiche di altri primi piatti della tradizione romana, quali l'amatriciana e la gricia, quindi non può essere considerata una variante estera.
Nell'immaginario collettivo, la carbonara è un piatto tipico della cucina romana. Tuttavia l'ipotesi più affermata è che sia effettivamente tale solo dai primi anni Novanta, come fa intendere l'autorevole Livio Jannattoni nel 1991 scrivendo dei piatti che “hanno quasi maturato un diritto provvisorio di cittadinanza romano-laziale” nel capitolo dedicato a quelli adottati dalla cucina romana dal titolo "Spaghetti alla carbonara e altre pastasciutte quasi-romane". È un dato di fatto che la carbonara non venga citata nel classico manuale di cucina romana di Ada Boni, edito nel 1930.

### Ipotesi anglosassone
Il piatto sarebbe riconducibile al periodo immediatamente successivo alla liberazione di Roma nel 1944, quando nei mercati romani sarebbe apparso il bacon portato dalle truppe alleate. Questo spiegherebbe perché nella carbonara, a differenza di altre salse come l'amatriciana, pancetta e guanciale vengono riportati spesso come ingredienti equivalenti.
Secondo questa tesi, sembrerebbe che durante la seconda guerra mondiale i soldati americani giunti in Italia combinando gli ingredienti a loro più familiari che riuscivano a reperire, e cioè uova, pancetta e spaghetti, preparandosi da mangiare, abbiano dato l'idea ai cuochi italiani per la ricetta vera e propria che si svilupperà compiutamente solo più tardi. Secondo Marco Guarnaschelli Gotti "quando Roma venne liberata, la penuria alimentare era estrema, e una delle poche risorse erano le razioni militari, distribuite dalle truppe alleate; di queste facevano parte uova (in polvere) e bacon (pancetta affumicata), che qualche genio ignoto avrebbe avuto l'idea di mescolare condendo la pasta".
A supporto di queste ipotesi vi sarebbe il racconto di Renato Gualandi, giovane cuoco bolognese che nel 1944 in occasione dell'incontro tra la Quinta Armata americana e l'Ottava Armata inglese tenutasi a Riccione, si afferma che avesse creato inconsapevolmente un piatto precursore della carbonara. In seguito Gualandi divenne cuoco delle truppe alleate a Roma dal settembre 1944 ad aprile 1945, periodo sufficiente per diffondere la fama della carbonara nella capitale. Ulteriore elemento che deporrebbe a favore di questa ipotesi, viene proposto da Igles Corelli, che ha condotto diverse ricerche per ricostruire una storia il più possibile attinente alla realtà dei fatti intercettando uno dei sodali più vicini al Gualandi, che sostiene la tesi della nascita della ricetta a Roma, invece che a Riccione.

### Ipotesi napoletana
L'ipotesi ricondurrebbe l'origine della ricetta alla cucina napoletana. Un piatto antesignano della carbonara compare nel 1881 nel trattato di cucina napoletana Il principe dei cuochi di Francesco Palma. La ricetta è quella dei Maccheroni con cacio ed uova, che indica il condimento della pasta con un mix di uova, formaggio Parmigiano (indicato nelle prime ricette del dopoguerra), strutto, sale e pepe, da rapprendere sul fornello con un po’ d’acqua di cottura. Manca il guanciale, o comunque la pancetta delle preparazioni spuntate a metà Novecento, ma non il grasso animale per insaporire, lo strutto, che oggi è surrogato dal grasso rilasciato dal guanciale in cottura.

### Ipotesi appenninica/abruzzese
Secondo questa concreta e documentata ipotesi il piatto sarebbe stato "inventato" nel territorio dell'Aquilano dai carbonai (carbonari in romanesco), i quali lo preparavano usando ingredienti di facile reperibilità e conservazione. Infatti per realizzare la carbonella era necessario sorvegliare la carbonaia per lungo tempo e quindi era importante avere con sé i viveri necessari.
Il pepe era già usato in buona quantità per la conservazione del guanciale, grasso o lardo usato in sostituzione dell'olio, troppo caro per i carbonai.

### Ipotesi umbra
È stata attestata la compresenza tra "uova frullate" e del "grasso e magro di maiale" nella pasta nel caso degli Strascinati di Cascia e di Monteleone di Spoleto, in Umbria, in una fonte (Guida del Touring Club) del 1931.

## Ricette e preparazione

### Ricette antesignane
Le prime ricette documentate rivelavano molte variazioni negli ingredienti, tali da far supporre che (oltre a una naturale evoluzione), il piatto fosse più legato all'utilizzo di ciò che era disponibile, piuttosto della stretta aderenza a un rigido disciplinare. Una delle più datate, pubblicata nel 1954 sulla rivista La Cucina italiana prevedeva tra gli ingredienti uova, pancetta o guanciale, groviera, pepe e aglio; resoconti pubblicati nello stesso anno riportavano che in alcuni ristoranti di Roma si usavano diversi salumi alternativi come prosciutto o coppa e, come formaggio, il Parmigiano; un altro resoconto del periodo, pubblicato sulla rivista statunitense Gourmet, indicava che nel ristorante Tre scalini in Piazza Navona la ricetta prevedeva pancetta e prosciutto ma anche funghi saltati in padella e pecorino oltre alle uova sbattute.

### Ricetta classica (o "antica")
Rispetto a quella moderna, fino agli anni '80 la ricetta classica prevalente variava in alcuni aspetti:
- L'utilizzo di solo guanciale non era altrettanto tassativo, e veniva usata anche la pancetta. Quando fosse stato utilizzato guanciale, la parte ricoperta di pepe veniva usata, e non scartata
- L'uovo veniva utilizzato intero
- Non era escluso l'uso di grasso di cottura, tipicamente olio
- Non era escluso l'utilizzo di panna da cucina per ottenere una salsa più cremosa. Questa aggiunta era prevista nella reinterpretazione della ricetta più comune da parte di cuochi affermati[3] come Gualtiero Marchesi e Luigi Carnacina
- Le uova intere venivano brevemente incorporate nella pasta in padella (a fuoco spento o meno); ne risultava un condimento con l'albume parzialmente rappreso (ma non il tuorlo), motivando così il fatto che la pasta dovesse risultare "bavosetta".[29]

### Ricetta contemporanea
A partire dai tardi anni 1990 la ricetta contemporanea italiana si è via via codificata su alcuni standard definiti, su cui c'è ampia convergenza e ortodossia, e verso le quali la maggioranza delle ricette concorda su ingredienti e passi fondamentali della preparazione. Gli ingredienti sono stati ridotti a pochi, ma fondamentali, e generalmente non sostituibili.
- Guanciale stagionato al pepe (e non al peperoncino). Viene pulito sia della cotenna, sia delle parti grassi più esterne ingiallite (segno di irrancidimento), che siano ricoperte di pepe o meno. Non sarebbe ammesso nessun altro prodotto stagionato o salume di maiale, nemmeno la pancetta
- Tuorli d'uova. Gli albumi non vengono comunemente utilizzati, per via della loro altissimo contenuto proteico che ostacola la fluidità dell'intingolo. Tuttavia, alcuni cuochi li utilizzano, in quantità minori rispetto ai tuorli, specie per la preparazione di grandi quantità
- Pecorino romano DOP. Non sarebbe ammesso nessun altro formaggio, nemmeno Parmigiano Reggiano o Grana Padano. Non è infrequente, tuttavia, che taluni cuochi utilizzino una miscela, in proporzione variabile, di grana o parmigiano, e pecorino, per attenuare l'eventuale forte sapidità di quest'ultimo, o utilizzino altri tipi di pecorino stagionato.
- Nessun grasso supplementare di cottura. Si sfrutta quello del guanciale, emesso durante la lenta rosolatura. Molti riutilizzano questo grasso, tutto o in parte, per migliorare il gusto e la cremosità della salsa, terminandovi la cottura della pasta con l'aggiunta di acqua di bollitura contenente gli amidi emessi dalla pasta (tecnica definita "risottatura") o emulsionandolo nel composto di uovo e formaggio
- Nessun ingrediente supplementare, come ad esempio panna da cucina, per facilitare la fluidità della salsa, che invece deve essere ottenuta da un'abile mantecatura del composto di uova e formaggio, con gli eventuali unici ausili del grasso liquido del guanciale e dell'acqua di cottura della pasta
- Pepe nero macinato fresco
- Durante la cottura della pasta (al giorno d'oggi prevale l'uso di spaghetti, rigatoni o mezze maniche) si prepara un composto alquanto solido con i tuorli d'uovo, il formaggio grattugiato finemente e, talvolta, parte del grasso del guanciale. Dopo la scolatura e un veloce salto della pasta a fornello acceso nella padella del guanciale, si incorpora il composto fuori dal fuoco; sta all'abilità del cuoco assicurarsi la presenza della giusta temperatura residua (tra i 57 e i 62 gradi celsius)[30] per ottenere sia un intingolo cremoso, non rappreso e ben legato con la pasta (requisito fondamentale per la buona riuscita del piatto), e per garantire un'efficace pastorizzazione dell'uovo[31] (che, altrimenti crudo, potrebbe essere un veicolo di salmonellosi),[32] ma senza farlo rapprendere.

## Varianti in Italia

### Carbonara di mare
Una variante è la pasta alla carbonara di mare, un piatto di pesce diffuso in Lazio, Toscana, particolarmente a Viareggio, e sulla Riviera Romagnola.

### Versione kosher
Dal momento che il popolo ebraico non mangia prodotti contenente maiale, questi vengono sostituiti nella carbonara utilizzando un altro tipo di insaccato a base di manzo o tacchino. Così la pietanza diventa kosher.

### Versione vegetariana
Per ottenere una carbonara vegetariana, molti cuochi sostituiscono il guanciale con succedanei meat-free, oppure con vegetali come zucchine o melanzane.

## Varianti all'estero
Da un rapporto dell'Accademia italiana della cucina, la ricetta originale della pasta alla carbonara risulta la più "falsificata" tra tutte le ricette italiane all'estero. Nelle principali varianti, soprattutto di cucina internazionale, si usa sostituire il pecorino con un formaggio grana o anche utilizzarli entrambi. In alcune varianti si usa la panna, la quale rende il composto più denso e corposo (ma di conseguenza anche più pesante). Frequente anche l'aggiunta di cipolla, anche se la ricetta tradizionale non la comprende. Al di fuori dell'Italia esistono perfino preparati liofilizzati all'aroma di carbonara. 

### Europa

#### Francia
In Francia, le pâtes carbo o pâtes carbonara sono fatte con crème fraîche, cipolle e lardons (piccoli pezzi di pancetta o bacon affettata). È un piatto molto conosciuto e molto consumato in Francia, ove la ricetta viene considerata italiana. Troviamo la stessa ricetta in Germania, dove viene servito in molti ristoranti di cucina italiana. Lo si può anche acquistare già pronto in barattolo. I funghi non sono considerati parte della ricetta, ma a volte vengono aggiunti come in una sauce forestière ("salsa di bosco") perché aiutano a scomporre il grasso nella crema. L'aggiunta dell'uovo, oltre alla panna, è considerata troppo grassa, siccome molti francesi non sanno che l'uovo è parte della ricetta originale della carbonara. L'interesse per la cucina italiana più autentica di quella che fino ad allora in Francia era conosciuta come cucina italiana (e che in realtà è cucina "italo-francese", una cucina ibrida, frutto dell'incontro tra più cucine; come la cucina italoamericana o tex-mex) ha permesso di diffondere via internet la ricetta originale della carbonara. 

#### Regno Unito
Nel Regno Unito, come in molte altre nazioni estere, la carbonara è un prodotto popolare, disponibile come sugo pronto fresco in barattolo, come piatto completo fresco pronto da scaldare e persino pronta in scatola. Queste preparazioni utilizzano un'ampia varietà di ingredienti, per la maggioranza contenenti insaccati di maiale diversi dal guanciale, creme di vario tipo e formaggi spesso diversi da parmigiano e pecorino. 
Esiste Inoltre una versione locale chiamata British Carbonara, reinterpretata utilizzando un taglio locale di maiale definito back bacon (non affumicato) oltre a uova intere e double cream (una versione più densa e grassa della panna da cucina italiana, non dissimile dal mascarpone). Da notare che, mentre Grana, Parmigiano e Pecorino italiani sono relativamente facili da reperire anche nella larga distribuzione a prezzi ragionevoli, il guanciale non è comunemente disponibile nel Regno Unito, e la reperibilità si limita a negozi (anche online) specializzati in prodotti italiani o di nicchia, come ad esempio le food hall di Selfridges o Harrods di Londra, a prezzi talvolta esorbitanti. Ad esempio, a febbraio 2025, Selfridges lo propone a circa 120 euro al chilo. Tra i supermercati, guanciale a dadini è acquistabile nella catena Waitrose a un prezzo più ragionevole (a febbraio 2025) di circa 33 euro al chilo.
La rubrica Good Food della BBC, una delle più seguite della nazione indica pancetta, uova intere, un mix di parmigiano e pecorino, aglio e burro tra gli ingredienti. Nella ricetta si raccomanda di non far rapprendere le uova nella fase finale dell'esecuzione.
Tra i cuochi e i blogger più popolari del paese, Nigella Lawson include olio EVO, piccole quantità di vino bianco e noce moscata. Marco Pierre White utilizza crema di latte e pancetta. Jamie Oliver prevede pancetta, olio e aglio.

#### Spagna
In Spagna si usa utilizzare, oltre alla panna e succedanei del parmigiano, cipolla, champignon e la pancetta.

### Nel mondo

#### Stati Uniti
Ha suscitato polemiche una versione chiamata Smoky Tomato Carbonara ("Carbonara affumicata con pomodoro") proposta dalla rubrica cooking del quotidiano New York Times che include, oltre a solo Parmigiano e bacon affumicato, dei pomodorini ciliegia e concentrato di pomodoro tra gli ingredienti. Nell'articolo, tuttavia, viene specificato che tali aggiunte sono una deviazione dalla ricetta originale. Viene precisato inoltre che l'uso del bacon, oltre al sapore specifico, sostituisce il più tradizionale guanciale per ragioni di reperibilità.

#### Giappone
In Giappone solitamente viene aggiunta la panna e non è presente pecorino. Esiste anche una sua versione per ramen.

## Nella cultura di massa
- In una scena del film Una vacanza del cactus del 1981, il comico romano Bombolo prepara un enorme piatto di spaghetti alla carbonara, utilizzando la pancetta.
- Carbonara è una canzone tedesca del 1982 del gruppo musicale Spliff, che racconta di alcuni giovani in vacanza in Italia che, essendo senza soldi, possono permettersi di mangiare solo spaghetti alla carbonara e bere Coca-cola.[51]
- Al piatto è dedicato il film La carbonara del 2000, regia di Luigi Magni con Lucrezia Lante della Rovere, Valerio Mastandrea, Nino Manfredi, Claudio Amendola, Pierfrancesco Favino, ambientato in una locanda popolata di carbonari ai tempi dello Stato Pontificio.
- Dal 2017 è stato istituito il Carbonara day su proposta di Union food e di International Pasta Organization. Si tratta di un evento social con il quale si vuole celebrare la famosa ricetta. Il giorno prescelto è il 6 aprile, data in cui nell'anno precedente un sito francese pubblicò una versione rivisitata delle ricetta[52] suscitando proteste da parte dei tradizionalisti.
- Il World Pasta Day 2024 ha decretato gli spaghetti alla carbonara come il piatto di pasta italiano più amato dagli stranieri.[53]